# La Pendenta
La Pendenta (rätoromanisch für Die Schwebende/Hängende) ist eine Fussgängerbrücke über den Vorderrhein zwischen Disentis/Mustér und dem Weiler Mumpé Medel im Schweizer Kanton Graubünden. Mit einer Spannweite von 270 Metern ist sie die längste Hängebrücke des Kantons. Sie wurde am 16. November 2024 eröffnet.

## Lage
Die Brücke führt von der Kapelle Sontga Gada südwestlich von Disentis über die rund hundert Meter tiefe Rheinschlucht Cuflons. Das südliche Ende liegt etwas nordwestlich des Weilers Mumpé Medel. Die Brücke erspart den rund 90 Meter tiefen Abstieg in die Schlucht und den Aufstieg auf der anderen Seite.
Von der Brücke aus ist die Fussgängerbrücke über den Rhein unten in der Schlucht erkennbar. Über diese führt der historische Saumweg von Disentis zum Lukmanierpass und die neuzeitliche Rundwanderung «Senda Desertina».
Die Brücke ist von der Haltestelle der Matterhorn-Gotthard-Bahn «Acla da Fontauna» in gut fünf Minuten zu Fuss gut erreichbar, vom Bahnhof Disentis aus in etwa zwanzig Minuten. Die Zufahrt mit dem Auto ist nicht gestattet.

## Konstruktion
Das Tragwerk der Seilbrücke besteht aus Spiralseilen, die an den Widerlagern verankert wurden. Von den vier Haupttragseilen liegen zwei unter dem Gehweg, zwei dienen als Handlauf. Der Durchhang beträgt ca. 15 Meter, die maximale Steigung ca. 15 %. Die Brücke ist einen Meter breit. Ein 1,30 Meter hohes Gitternetz zwischen Gehweg und Handlauf schützt vor Stürzen. Am Gitter sind auf zahlreichen Metalltafeln die Namen von Privatpersonen und Firmen aufgeführt, die den Bau der Brücke finanziell unterstützt haben. Von Norden nach Süden steigt die Brücke rund zwanzig Meter an. Der Vorderrhein wird in einer Höhe von ungefähr 100 Metern überquert.

## Belastungstest
Am 19. Oktober 2024 fand in Zusammenarbeit mit der lokalen Feuerwehr ein freiwilliger Belastungstest statt. Dafür wurden auf der Brücke 35 Behälter mit 20 Tonnen Wasser gefüllt. Die Belastungsprobe ergab, dass sich die Brücke in der Mitte um 80 cm gesenkt hatte, ein Wert, der in den statischen Berechnungen vorhergesagt worden war. Der Vorteil der Belastung mit Wasserbehältern anstatt mit Sand lag darin, dass nach dem Test das Wasser einfach in die Schlucht abgelassen werden konnte.

## Bilder

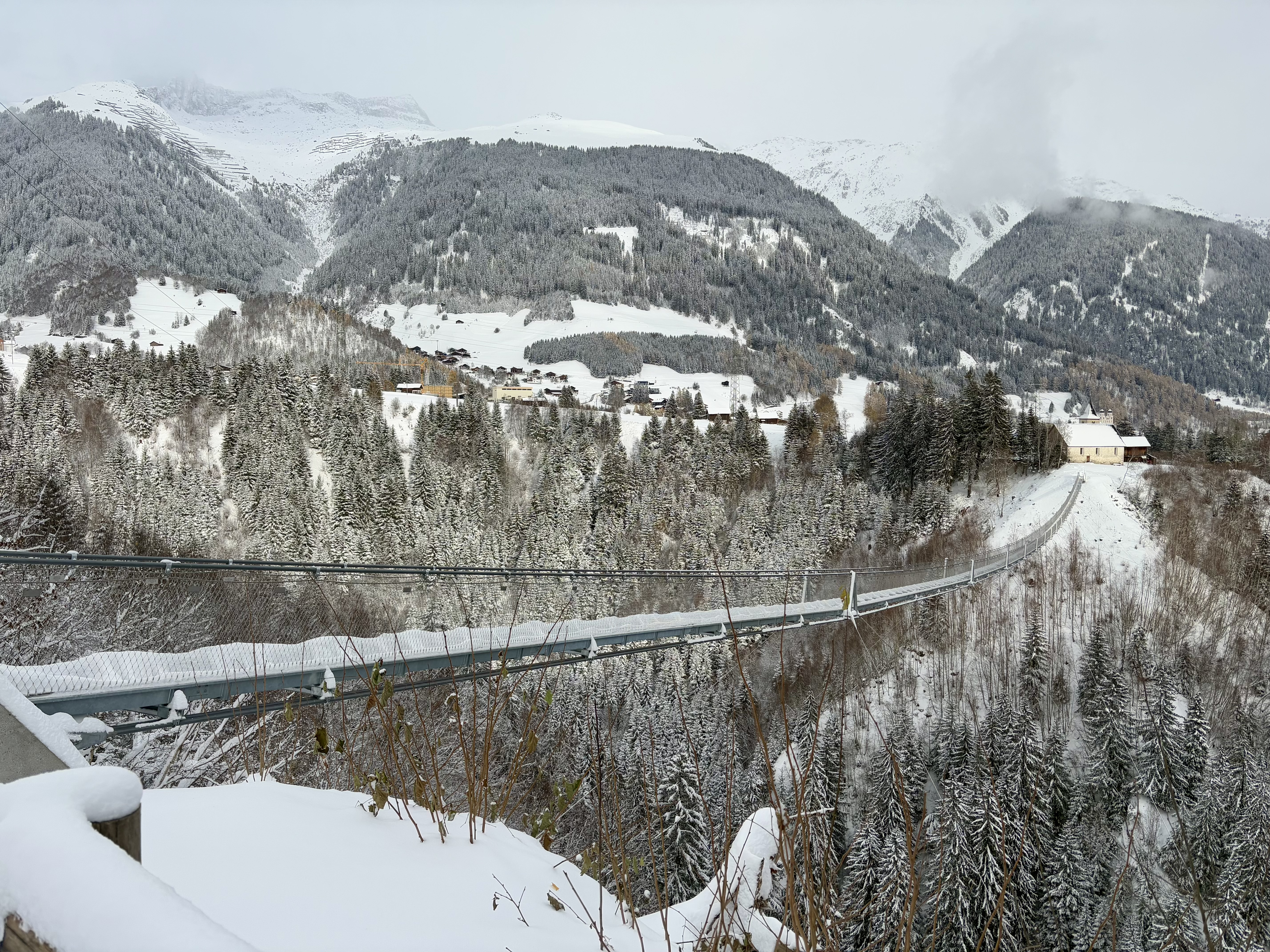
Blick nach Norden zur Kapelle Sontga Gada
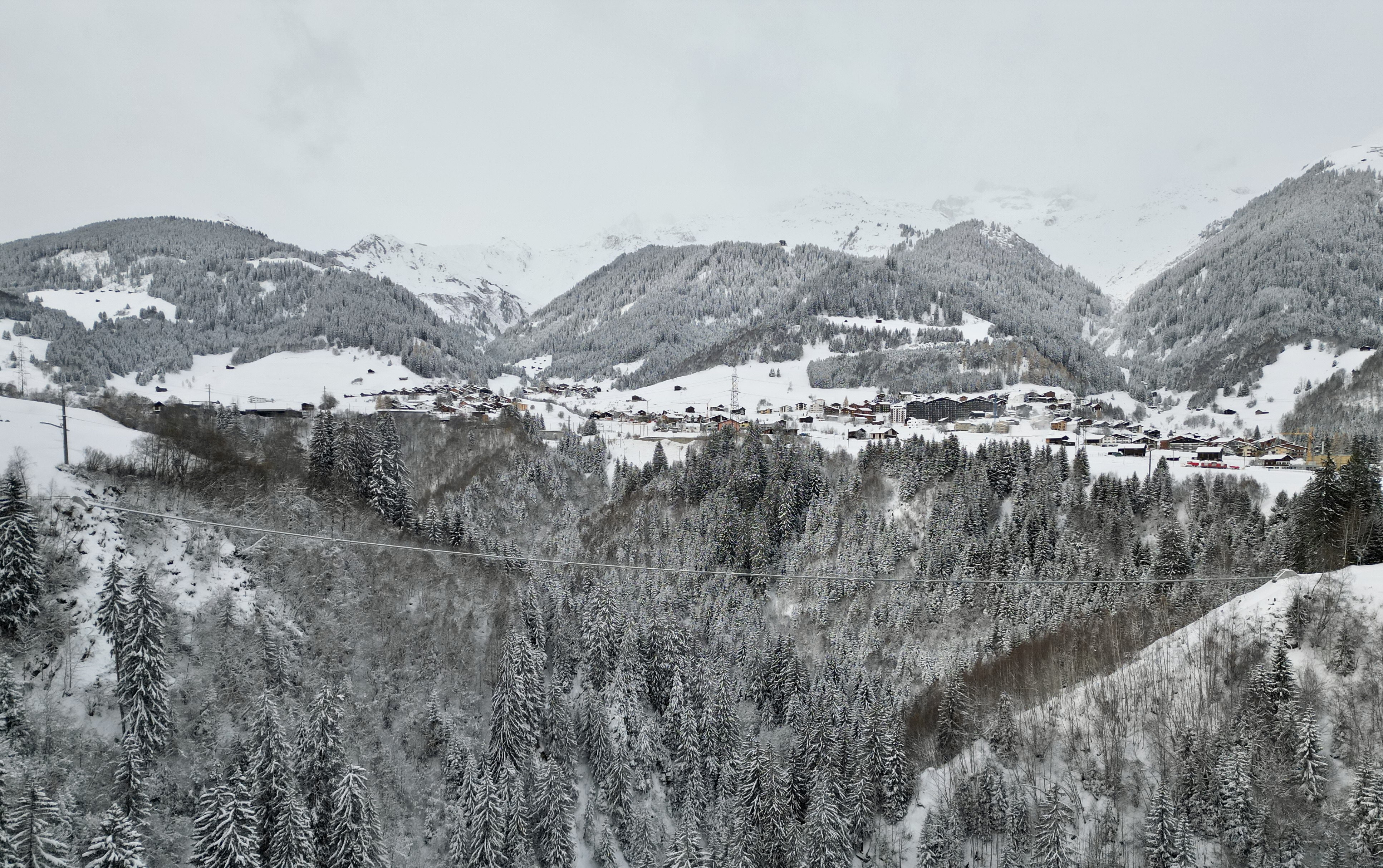
Blick nach Westen Richtung Segnas
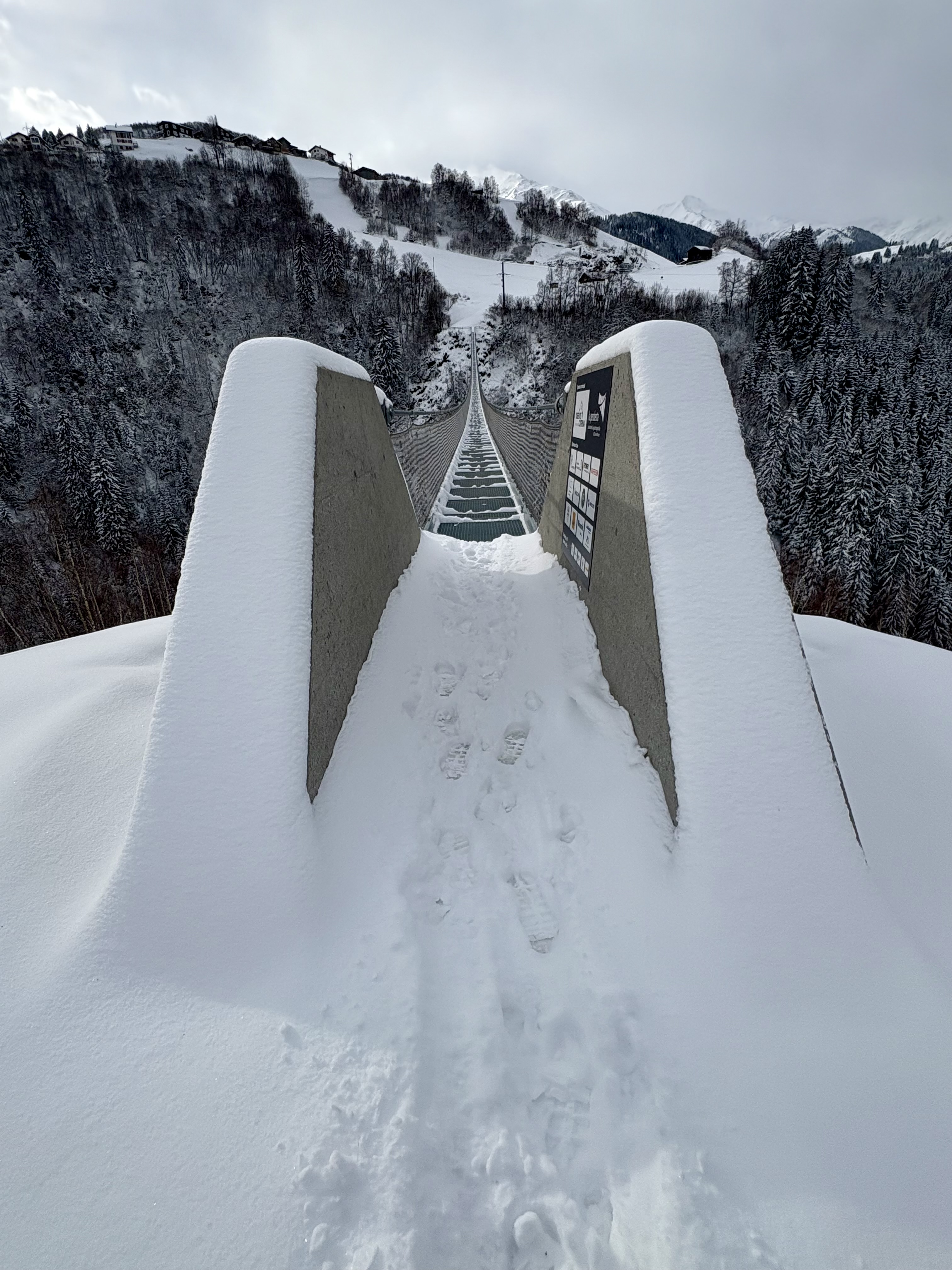
Zugang von Norden
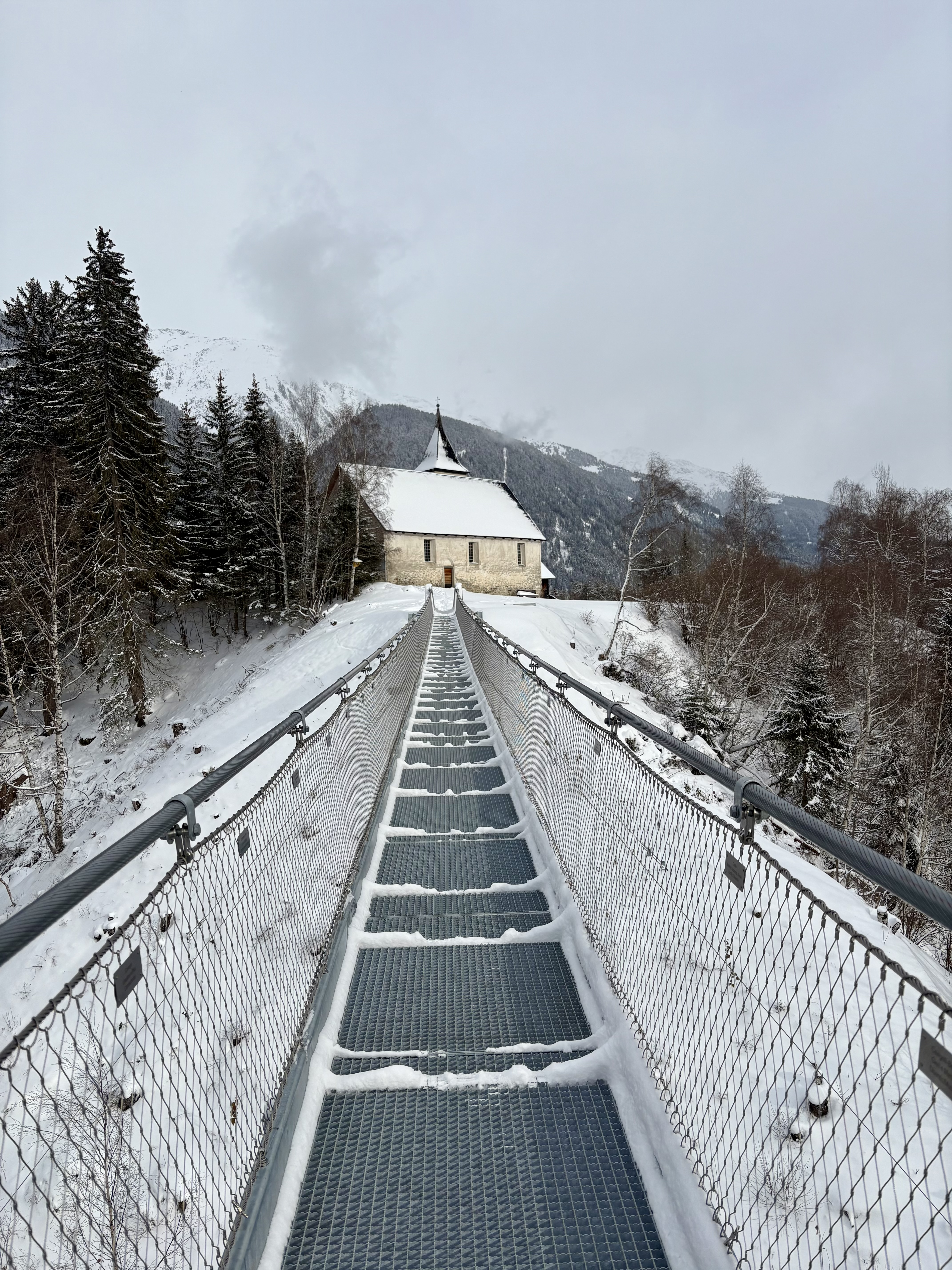
Nach Norden
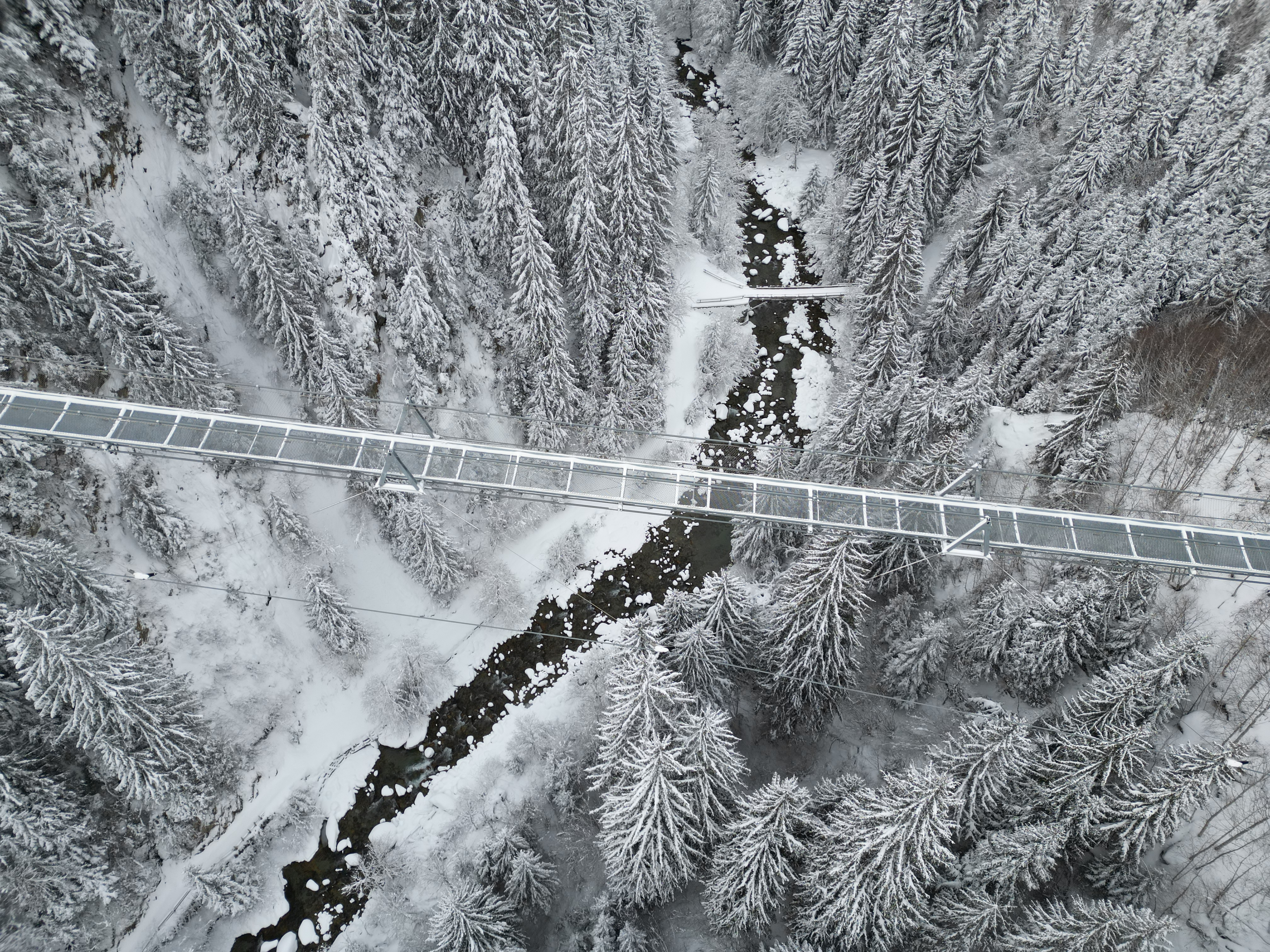
Die alte Brücke über den Vorderrhein
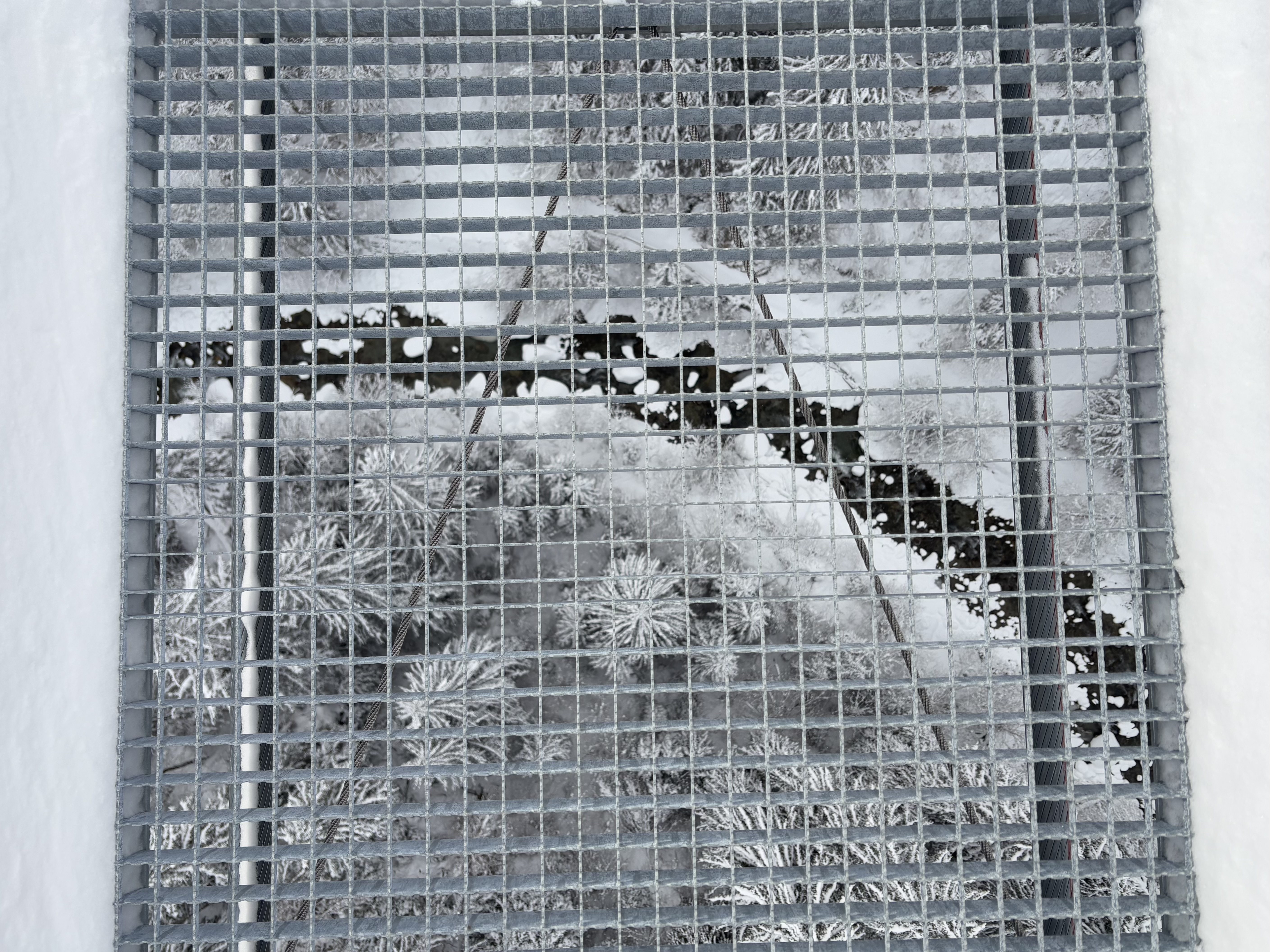
Gehfläche